# Cremnophila (thực vật)
Cremnophila là một chi thực vật có hoa trong họ Crassulaceae.

## Các loài
- Cremnophila linguifolia (Lem.) Moran, 1975
- Cremnophila nutans Rose, 1905